# Alma del desierto
Alma del desierto es una película documental colombo-brasileña, dirigida por Mónica Taboada-Tapia y estrenada en 2024. La película se centra en Georgina Epiayu, una mujer transgénero wayuu que lucha por sortear la burocracia colombiana para adquirir un nuevo documento de identidad que refleje su género.
Es una expansión de un cortometraje documental anterior, Two-Spirit, que fue nominado por la Asociación Internacional de Documentales y distribuido en línea por The New Yorker.
La película se estrenó en el programa Giornate degli Autori del 81º Festival Internacional de Cine de Venecia, donde fue nombrada ganadora del León Queer.